# طواف إسبانيا 1936
طواف إسبانيا 1936 هو سباق دراجات هوائية أقيم بتاريخ 5 - 31 مايو، تكون السباق من 21 مرحلة وامتدّ لمسافة 4354 كم بسرعة 29.068 كم/س، استغرق السباق 150 ساعة 07 دقيقة 54 ثانية. فاز به البلجيكي غوسطاف دولور.

## الترتيب
| م                     | الدرّاج       | البلد  | الزمن                      |
| --------------------- | ------------ | ------ | -------------------------- |
| الفائز بالترتيب العام | غوسطاف دولور | بلجيكا | 150 ساعة 07 دقيقة 54 ثانية |